# General Aircraft Hamilcar
Дженерал Ейркрафт Гамількар (англ. General Aircraft Hamilcar) — британський вантажний військово-транспортний планер часів Другої світової війни.

## Історія

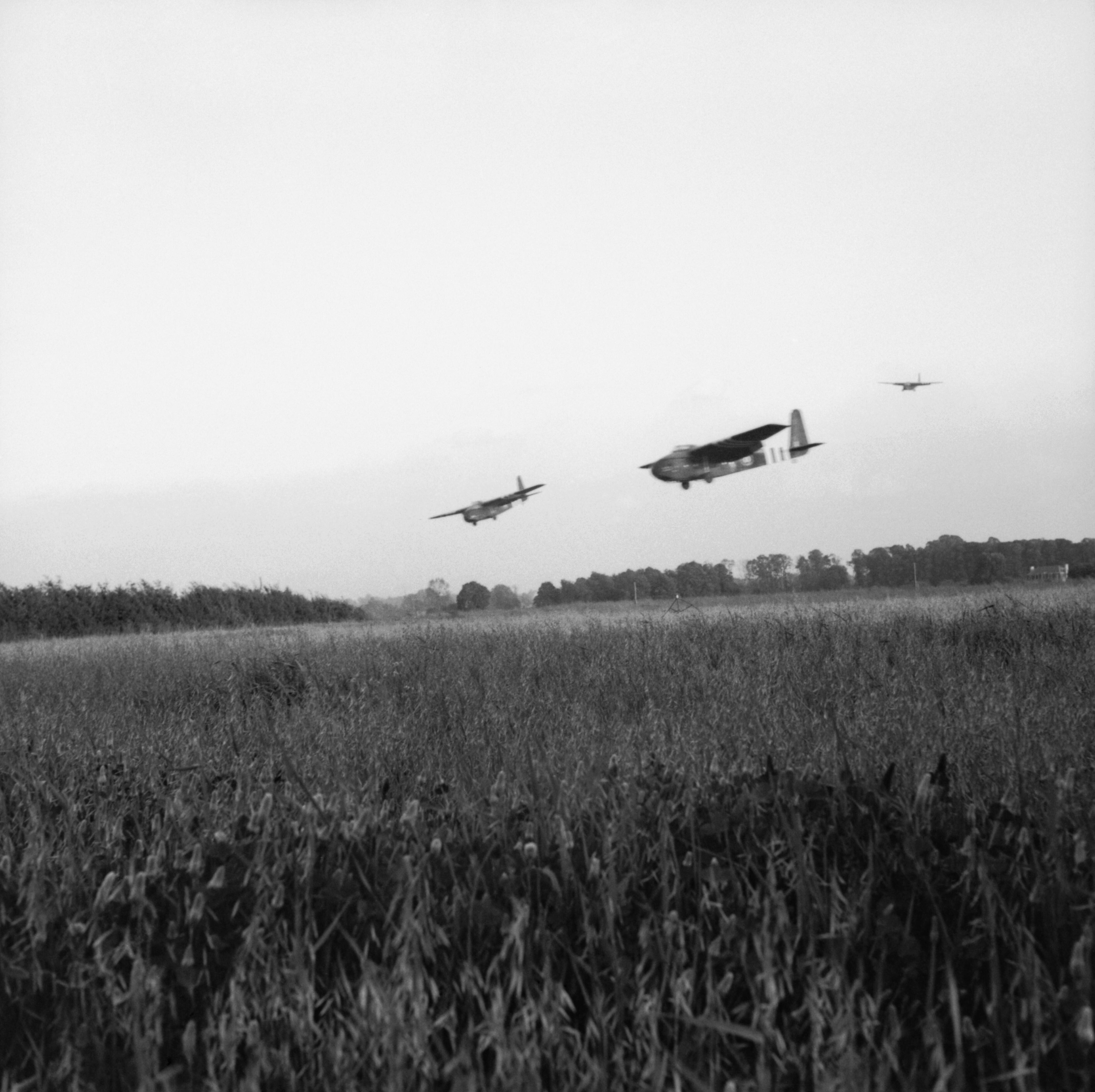
Планери «Гамількар» висаджуються з танками «Тетрарх» під час операції «Тонга». 6 червня 1944

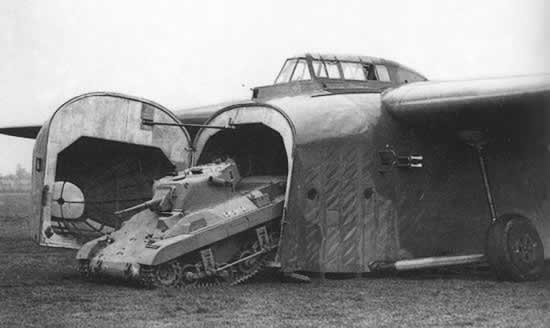
Вивантаження легкого танку М22 Локаст з планера «Hamilcar»

Успіх у створенні планера «Hotspur» спонукало компанію General Aircraft спробувати створити також планер за специфікацією X.27/40 на створення важкого вантажного планера здатного перевозити танк чи іншу техніку. В результаті почалось створення двох прототипів G.A.L. 49, перший з яких піднявся в повітря 27 березня 1942 року. В результаті випробувань планер був прийнятий на озброєння під позначенням «Hamilcar I» з початковим замовленням в 410 планерів.
Планер був суцільно дерев'янним, окрім тканинного покриття керуючих поверхонь. За конфігурацією це був балочний високоплан з відкидною передньою секцією для завантажування. Для спрощення вантажного відділу кабіна пілотів була винесена вверх і не перетиналась з ватнажним відділом. Шасі складалось з двох великих коліс по боках фюзеляжу під крилом і одного хвостового колеса. Пневматичні армотизатори передньої стіки шасі могли бути спущені щоб опустити передню частину планера для полегшення завантаження чи розвантаження. Також під фюзеляжем булb розміщені лижі на резинових блоках для посадки на жорстку поверхню після відкидання шасі.
«Гамількар» був найбільшим і найважчим планером союзників, а також став першим британським планером який зміг десантувати танк. Звичним вантажом планера був семитонний танк «Тетрарх» або два Універсальні транспортери, хоча транспортувати можна було майже будь-яку техніку вагою до 7983 кг.
В 1944 році вийшла ще одна специфікація X.4/44 міністерства авіації на створення версії «Гамількару» з двигуном. В результаті була розроблена версія «Hamilcar X», яка в цілому не відрізнялась від «Mk.I», окрім двох 965-и сильних двигунів «Bristol Mercury 31» в гондолах під крилами і відповідну систему контролю та паливних баків. Було складено замовлення на 100 таких літаків конвертованих з планерів, і перший прототип був готовий в лютому 1945 року. Результати випробувань показали що така конвертація має сенс, планер мав значно більшу дальність дії. Модифікація мала використовуватись для можливого десанту на Тихому океані, але до капітуляції Японії було конвертовано тільки 22 планера і в боях він не використовувався.

## Тактико-технічні характеристики
Дані з Concise Guide to British Aircraft of World War II

### Технічні характеристики
- Екіпаж: 2 особи
- Довжина: 20,73 м
- Висота: 6,17 м
- Розмах крила: 33,53 м
- Площа крила: 153,98 м ²
- Маса порожнього: 8346 кг
- Максимальна злітна маса: 16 329 кг
- Hamilcar X: 2 × радіальні Bristol Mercury 31 (965 к.с., 720 кВт.)

### Льотні характеристики
- Максимальна швидкість (на буксирі): 241 км/год
- Швидкість звалювання: 105 км/год
- Hamilcar X:
  - Максимальна швидкість: 233 км/год
  - Дальність польоту 1135 км
  - Максимальна дальність польоту 2696 км